# Enkutatash
 Enkutatash (in Ge'ez: እንቁጣጣሽ) è un giorno festivo in coincidenza del nuovo anno in Etiopia ed Eritrea. Si celebra il 1 Meskerem del calendario etiope, equivalente all'11 settembre (o, durante un anno bisestile, il 12 settembre) secondo il calendario gregoriano.